# ハンガリーの民話

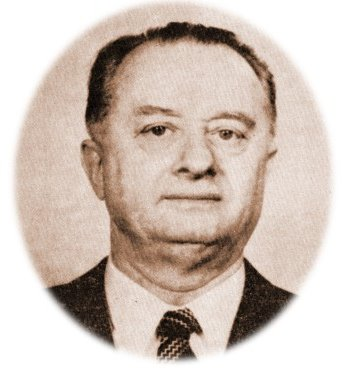
オルトゥタイ・ジュラ

『ハンガリーの民話』（ハンガリーのみんわ。ハンガリー語: Magyar népmesék）は、ハンガリーの民俗学者オルトゥタイ・ジュラ（1910年 - 1978年）が編集・監修し、1960年に発表した、ハンガリーの民話を収録した書籍である。収録する民話の選定と校注は、民話研究者のコヴァーチ・アーグネシュとデーグ・リンダが務めている。ブダペストにある出版社の文芸出版社より3巻で発行された。412篇の民話が収録されている。
日本語訳は、岩波書店より1996年に『オルトゥタイ ハンガリー民話集』の題で刊行された。原著のうち43篇の民話が収録されている。

## 収録された民話
以下は、『ハンガリーの民話』全3巻に収録された412篇の民話のうち、日本語訳の『オルトゥタイ ハンガリー民話集』収録の43篇の、タイトルと原題（ハンガリー語）および採集などがなされた年と採集者などである。

### 第1巻
- 底なしの泉 (A feneketlen kút)[5]

1904年にベルゼ・ナジ・ヤーノシュが採集。
- 靴をはきつぶす王女たち (A Papucsszaggató királyikisasszonyok)[6]

ベネデク・エレクがまとめた民話集『セーケイ (en) 民話の語り手』に収録。
- 怪物王女 (A szörnyeteg királykisasszony)[7]

1941年にデーグ・リンダが採集。
- ブルゴーは悪魔 (Brugó, az ördög)[8]

メレーニ・ラースローの民話集に収録。
- 森の葉かげで生まれた子ども (A lapiba született gyerek)[9]

1947年から1951年にかけてヘゲデュシュ・ラヨシュ (Hegedűs Lajos) が採集。
- ラドカーン (Radokán)[10]

マイランド・オスカールがルーマニアのムレシュ県カルガレニ（Călugăreni。採集当時はハンガリーのマロシュトルダ県ミクハーザ）で採集。マイランドが1901年から1903年にかけて収集した民話はハンガリー-ルーマニア民話の比較上大変重要とされている。それらの半分は印刷されて刊行され、後の半分の手稿部分は民俗博物館資料室に収蔵されている。その手稿に含まれていたのが「ラドカーン」で、『ハンガリーの民話』で初めて世に紹介された。
あらすじ：あるとき、24の頭を持つ竜が月と太陽と暁の星を奪ったため、その国は暗闇に陥った。王は、太陽などを取り返した者に娘と王国の半分を与えるという国中におふれを出したが、誰も応じない。さて、若者ラドカーンは鍛冶屋の3人兄弟の末っ子だったが、王の使いの兵士からおふれの事を聞いて志願した。2人の兄は、ラドカーンの出発を妨害した上で自分達が出かけていった。ラドカーンはとんぼ返りしてグリフィンに変身すると、先回りして24の頭の竜を待ち伏せ、剣を交えて竜を倒し、袋に入っている太陽を奪い返した。次に、同じく24の頭を持つ、先の竜の兄弟とも戦って倒し、袋に入っている月と暁の星とを奪い返した。兄達は事態に気付くと、ラドカーンに対して急に親しげな態度をとりはじめた。ラドカーンは魔法で居酒屋を出して兄達にそこで飲み食いをさせ、その間に竜の母親を訪ねて行った。母竜は、ちょうど飼い猫を見失って悲しんでいた。ラドカーンはとんぼ返りをして猫に変身し、猫を抱き上げた母竜の目を刺した。ラドカーンと兄達が母竜の元から逃げる途中、小人が現れ、ラドカーンが持っていた袋をから月と太陽と暁の星を取り出して天に投げた。その瞬間国中が明るくなった。ラドカーンが王に次第を報告すべく城門の中に入ろうした時、母竜が来た。母竜は人の顔が見えるほどの穴に頭まで突っ込み、大口を開けて町全体を飲み込もうとした。すると鍛冶屋のヤーノシュが、7年もの間かまどで焼いた巨大な棍棒を竜の口に棍棒を突っ込んで退治した。王はラドカーンに国の半分と娘を差し出したという。
この民話は天体解放民話の1つとされる。こうした種類の民話は、東方からもたらされたと考えられており、ルーマニア、ブルガリア、スロヴァキアなどの近隣諸国にも類似した民話が伝えられている。
- 伯爵と従僕のヤーノシュ (A gróf és János szolga)[12]

1948年にデーグ・リンダが採集。
- 死の婚約者 (A halál-vőlegény)[13]

Pap Gyulaの、1865年刊行の民話集より採用。
- ペチャーロシュ (Becsáros)[14]

19世紀末にセーケイ地方でエース・ヤーノシュが記録。
- 小馬 (A csikócska)[15]

1918年のイボイ・アルノルドによる民話集より採集。
- ナジ・ヤーノシュの物語 (Nagy János története)[16]

1943年にデーグ・リンダが採集。
- 天までとどく木 (Az égig érő fa)[17]

1948年にデーグ・リンダが採集。
- 地獄のかま焚き (A pokol kályhafűtője)[18]

1951年にデーグ・リンダが採集。
あらすじ：兵役を終えて帰郷する途中の軽騎兵が、道端の切り株に腰掛けて昼寝をし、目覚めると、どこかも分からない大きな森に移動していた。軽騎兵は、森で出会った森番の家に連れて行かれ、食料と宿の代償にかまどで火を焚き続ける仕事を与えられた。森で薪を集め、馬車で家に運ぶため馬を急かすと、馬は「叩かないで」と、さらに馬車の部品も「重い薪を載せないで」と訴えた。馬は「自分達にも魂がある」と前置きし、森が実は地獄で森番もルシフェルであること、軽騎兵の仕事がかまどで魂を焼くことだったと教えた。馬の助言に従い、軽騎兵はルシフェルの元を去る際にたくさんの魂を持ち出すと、元の世界に戻ってからそれらを解放した。すると神の使いが老人の姿で現れ、「3つの願いを神が叶える」と話した。そこで軽騎兵は、死後の魂への祝福、お金が尽きない財布、そして地上のあらゆる生物や無機物とも話ができる能力を望んだ。その後軽騎兵が宿に泊まると、主人から3人の娘のいずれかとの結婚を勧められた。軽騎兵は3晩にわたって娘の1人1人と寝床を共にしたが、行為はせず、娘が眠った後に女性器に話しかけると男がいるような返事がある。軽騎兵は結婚を断って宿を去り、故郷に戻って結婚したという。
日本の哲学者内山節は、雑誌『週刊エコノミスト』のコラムでこの民話を紹介し、軽騎兵が願ったという全ての物と話ができる能力について、「東西の文化が共存するハンガリーでは、生物だけでなく無機物にも心があると考えられていたのか」といった事を述べている。
- 花髪の男 (A Virágfejű ember)[21]

1945年にナジ・オルガが採集。
- 明けの明星 (Hajnalcsillag)[22]

1936年から1942年にかけてベルデ・マーリアがまとめた3冊の民話集より採用。
- グリフィン (A griffmadár)[23]

1942年にコヴァーチ・アーグネシュが採集。
- 力持ちのヤーノシュ (Erős János)[24]

ベネデク・エレクの民話集より採用。
- 二人の金髪の若者 (A két aranyhajú fiú)[25]

キシュ・ミハーイの民話集の手稿より採用。
- 夢見る若者 (Az álomlátó fiú)[26]

マロシ・ゲルゲイ (Marosi Gergely) が採集。

### 第2巻

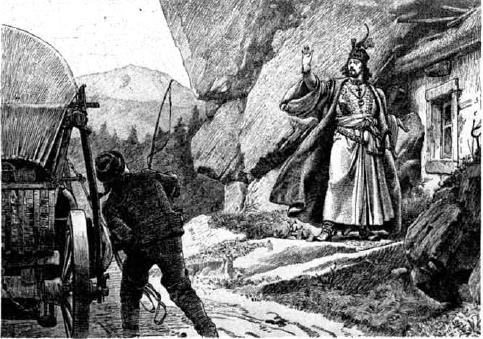
1926年に描かれたマーチャーシュ王

- マーチャーシュが王になる (Mátyás lesz a király)[27]

カールマーニュ・ラヨシュの遺稿より採用。
実在した王マーチャーシュ1世に基づくマーチャーシュ王が活躍する民話である。マーチャーシュ王はハンガリーだけでなく近隣の国々の民話にも登場し、広く親しまれている。
- 老人は人生をどのように分けたか (Hogy osztotta be életét az öregember?)[27]

カールマーニュの遺稿より採用。
- マーチャーシュ王と星占い (Mátyás mög a csillagász)[29]

1934年にベルゼ・ナジ・ヤーノシュが採集。
- マーチャーシュ王と若者 (Mátyás király és legényke)[30]

カールマーニュの遺稿より採用。
- マーチャーシュ王はどんな贈り物をしたか (Hogyan ajándékozott Mátyás király?)[30]

カールマーニュの遺稿より採用。
- 金を払わないと葬式をしてくれない坊さんとマーチャーシュ王 (Az ingyen nem temető pap és Mátyás király)[30]

カールマーニュの遺稿より採用。
- アラニュ・ジャーダ (Arany Zsáda)[31]

1904年にベルゼ・ナジ・ヤーノシュが採集。
- 美男ヤーノシュ (Világszép Jánossa)[31]

1948年にデーグ・リンダが採集。
- 燭台猫のマターン (Gyertyatartó Matán)[32]

カールマーニュの遺稿より採用。

### 第3巻
- 井戸掘り (A Kútásók)[32]

1934年にベルゼ・ナジ・ヤーノシュが採集。
- セーケイのかみさんと悪魔 (A székely asszony és az ördög)[32]

ウルメシ・シャーンドルが採集。
- ものぐさな嫁 (A rest menyecske)[33]

メゼー地方 (hu) で採集。
- 勘定は誰が払う? (Ki fizet?)[33]

カールマーニュの遺稿より採用。
あらすじ：3人のかみさんが居酒屋でパーリンカ（酒）を注文したが、店主に「自分の亭主を騙せなかった者が支払う」と話して勘定を後回しにした。かみさん達は自分が病気になった、あるいは妊娠したと、それぞれの亭主に嘘を言い、まんまと騙すことができた。かみさん達が再び居酒屋へ行って事情を話すと、店主は、自分が勘定を払うと答えた。
この民話は、2007年に朝日新聞のコラム「天声人語」で、先進国の温暖化問題に対する姿勢、特に日本がハンガリーから温室効果ガスの排出枠を購入したことを批判する際に引き合いに出された。
- 親父より利巧な息子 (Többet tud az apjánál)[36]

オルバーン・バラージュが採集。
- 呪われた修道士 (Az elátkozott barát)[37]

デーカーニュ・ラーファエル (Dékány Ráfael) が採集。
- ふざけ小僧 (Tréfa)[38]

1942年にコヴァーチ・アーグネシュが採集。
- ジプシーの弁護士 (A cigány ügyvéd)[39]

1934年にベルゼ・ナジ・ヤーノシュが採集。
- 王様になったジプシー (A cigányból lett király)[39]

1959年に採集。
- 靴屋 (A csobotár)[40]

1952年にコヴァーチ・アーグネシュが採集。
- 犬と狼の会話 (A kutyák és farkasok beszélgetése)[41]

1951年にデーグ・リンダが採集。
- 狼と少女 (A farkas és kislány)[41]

デーカーニュ・ラーファエルが採集。
- 九羽の雌鶏と一羽の雄鶏 (Kilenc tyúk meg kakas)[42]

ルーマニアのスンドミニク（Sândominic。採集当時はハンガリー、チークセントドモコシュ）で採集。
- ミソサザイと熊 (Az ökörszem és a medve)[43]

1948年にトンパ・ゾルターン (Tompa Zoltán) が採集。
- 黄色い鳥 (A sárga madár)[43]

1942年にデーグ・リンダが採集。